# Катастрофа Ан-2 под Батуми
Катастрофа Ан-2 под Батуми — авиационная катастрофа пассажирского самолёта Ан-2ТП компании Аэрофлот, произошедшая в пятницу 9 сентября 1966 года в районе Батуми, при этом погиб 1 человек.

## Самолёт
Ан-2ТП с регистрационным номером CCCP-96224 (заводской — 1G72-08, серийный — 072-08) был выпущен заводом PZL-Mielec в Мелеце (Польская Народная Республика) 11 июня 1966 года. Его передали Министерству гражданской авиации Советского Союза, которое к 4 июля направило борт 96224 в Грузинское управление гражданской авиации, где он эксплуатировался в Сухумской объединённой авиационной эскадрилье. На момент происшествия самолёт при «возрасте» всего 3 месяца имел наработку 327 часов и ещё находился на гарантии.

## Экипаж
- Командир воздушного судна — Лобко Николай Афанасьевич
- Второй пилот — Ким Вячеслав Константинович

## Катастрофа
Ранее утром борт 96224 выполнял пассажирский рейс Г-71 из Сухуми в Батуми с промежуточной посадкой в Поти. В 09:30 авиалайнер благополучно приземлился в Батуми, где его начали готовить к выполнению обратного рейса Г-72. В самолёт было загружено 20 кг багажа и сели 10 пассажиров, при этом взлётный вес и центровка находились в пределах допустимого. Согласно полученному экипажем прогнозу погоды, на маршруте ожидалась переменная кучевая и мощно-кучевая облачность с нижней границей 600—1000 метров, ветер 100—120° 20—30 км/ч (восточно-юго-восточный 5—8 м/с), а видимость более 10 километров. В 09:51 с 10 пассажирами и 2 пилотами на борту лайнер вылетел из Батуми в Поти.
Полёт проходил над морем на установленной планом высоте 250 метров и в паре километров от береговой черты, а с момента взлёта прошло 10 минут, когда двигатель вдруг пару раз вздрогнул, затем упала его тяга, после чего двигатель вообще отказал. Согласно показаниям наблюдавшего самолёт солдата-пограничника, который находился на боевом посту, в этот момент также кратковременно появился дым чёрного цвета. Пилоты решили, что произошёл отказ бензосистемы, поэтому повернули в сторону берега и одновременно с этим используя насос ручной подкачки топлива (альвеер), помпу приемистости и заливной шприц попытались восстановить работу двигателя. Доложить диспетчеру о случившемся экипаж попросту не успел из-за высокой загрузки на тот момент (запуск двигателя и пилотирование самолёта). Меры по возобновлению работы двигателя оказались безуспешными, а лайнер в это время находился близ мыса Цихисдзири, где был обрывистый берег, а в воде близ него находились рифы. В таких условиях выполнять посадку на берег либо приводняться возле него было нельзя, но неподалёку находилось рыболовное судно, к которому пилоты и направили свой самолёт.
Приводнение выполнялось на траверзе мыса Цихисдзири, при этом перед посадкой командир сказал пассажирам, чтобы те открыли входную дверь, а после приводнения покидали самолёт. В 10:03 Ан-2 приводнился на поверхность Чёрного моря в 1800 метрах от берега и в 500—600 метрах от судна. Зарывшись стойками шасси в воду, самолёт резко, даже почти мгновенно, остановился, при этом несколько пассажиров, а также пилоты получили травмы. После остановки пассажиры, оказывая помощь друг другу, выбрались наружу через выходную дверь, а пилоты — через заранее открытые форточки фонаря пилотской кабины. Одновременно с этим на рыболовном судне капитан отправил к приводнившемуся Ан-2 гребной баркас, который подобрал 9 пассажиров и 2 пилотов. Позже все они были доставлены в Батумскую городскую больницу. Сам самолёт, зарываясь в воду двигателем, постепенно перешёл в вертикальное положение, а спустя 7—8 минут с момента приводнения затонул на глубине 34—36 метров.
Через пару дней затонувший самолёт был обнаружен, а ещё через день поднят на поверхность. В его фюзеляже было обнаружено тело десятого пассажира, который в момент приводнения из-за того, что не был пристёгнут, получил сильные травмы головы. Из-за этого он либо потерял сознание, либо находился в шоковом состоянии, поэтому затонул вместе с самолётом, став единственной жертвой происшествия.

## Причины
Расследованием происшествия занималась советская комиссия при участии представителей из Польской Народной Республики. Когда был вскрыт двигатель, то обнаружилось, что разрушились пружины прерывателя обоих магнето. Двигатель (заводской номер — К-14226134) был ещё относительно новым и имел наработку такую же, как у самолёта — 327 часов, то есть ещё находился на гарантии. Польские представители наотрез отказались принимать версию, что разрушение пружин произошло из-за производственных дефектов, то есть по вине завода-изготовителя. По мнению польской стороны, отказ двигателя был вызван нарушениями в эксплуатации, ошибочными действиями экипажа и рядом других причин.
По итогам расследования комиссия пришла к заключению, что катастрофа борта 96224 была вызвана разрушением пружин прерывателей обоих магнето, в результате чего прекратилось искрообразование, что в свою очередь привело к полному отказу двигателя. Действия экипажа в целом были признаны правильными, за исключением нескольких ошибок при выполнении посадки:
1. Об отказе двигателя не было доложено диспетчеру.
2. Перед приводнением командир не дал пассажирам команду привязаться ремнями.
3. Экипаж не выключил зажигание и не перекрыл бензопитание.